# 櫨木
櫨木（ろうぼく）は、愛知県長久手市の地名。

## 地理

### 河川・池沼
- 藤の木川[注釈 1]

### 交通
- N-バス枦木停留所
  - なお、当地のすぐ近くに、名古屋市営バスの「藤里町」バス停がある。

### 施設
- ホーユー総合研究所

## 歴史

### 人口の変遷
国勢調査による人口および世帯数の推移。
| 2015年（平成27年） | 105世帯 253人 |  |
| 2020年（令和2年）  | 128世帯 298人 |  |